# Боже, Царя храни!
«Бо́же, Царя́ храни́!» («Моли́тва ру́сского наро́да») — официальный государственный гимн Российской империи с 1833 по 1917 год, он сменил предыдущий гимн, который носил название «Молитва русских».

## История
В 1833 году по поручению императора Николая I создаётся новый государственный гимн Российской империи — «Боже, Царя храни!» (его первоначальное название — «Молитва русского народа»). Музыку гимна написал композитор Алексей Львов, автором поэтического текста стал Василий Жуковский. Впервые его исполнили 23 ноября (5 декабря) 1833 года в Придворной певческой капелле в присутствии императора. Затем состоялись первые публичные исполнения нового гимна — 11 (23) декабря 1833 года в Большом театре в Москве и 25 декабря 1833 (6 января 1834) года в Зимнем дворце в Санкт-Петербурге. 31 декабря 1833 (12 января 1834) года он был утверждён Высочайшим приказом по войскам гвардии в качестве гимна Российской империи. Исполнять гимн полагалось на торжествах, парадах, смотрах, утренних и вечерних молитвах в армии, при освящении воинских знамён и др.
Российские баптисты, оставаясь верноподданными царя и уважая государственную власть, при исполнении в 1910 году на Всероссийском съезде Союза русских баптистов изменили отдельные строки гимна. Так, вместо слов «Царствуй на страхъ врагамъ!» они исполняли «Царствуй на страхъ грѣхамъ», а вместо «Царь православный» — «Царь ты нашъ славный».
В 1878—1908 годах в Болгарии в качестве гимна использовался русский гимн «Боже, Царя храни!» (установлен временной русской администрацией в Болгарии — Временным русским управлением, действовавшим до 1879 года, — и русскими офицерами, командовавшими в то время болгарской армией).
В 1998 году певец и автор песен Александр Градский, один из самых известных рок-исполнителей советского периода, предложил снова использовать музыку композитора Львова в качестве российского национального гимна, но с текстом, существенно отличающимся от изначально написанного поэтом Василием Жуковским.

## Текст гимна
Боже, Царя храни!

Сильный, державный,

Царствуй на славу намъ;

Царствуй на страхъ врагамъ,

Царь православный.

Боже, Царя храни!

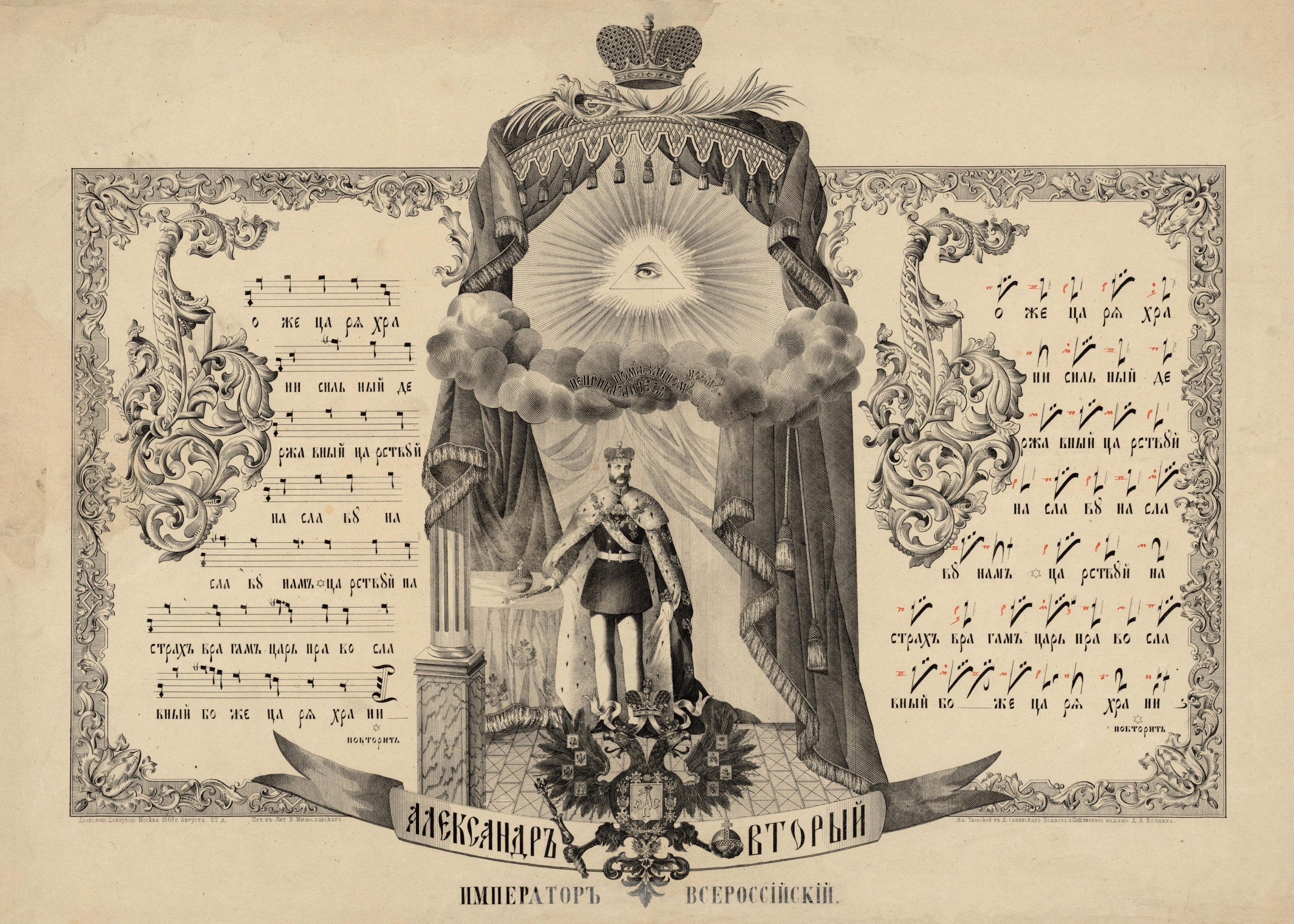
Изображение императора Александра II и мелодия гимна «Боже, Царя храни!». Издание 1869 года

Всего шесть строк текста гимна и 16 тактов мелодии легко запоминались и были рассчитаны на куплетный повтор — трижды.

## Влияние
Музыкальная тема гимна встречается в произведениях многих композиторов. Так, Пётр Чайковский использовал её в «Славянском марше», в увертюре «1812 год», исполнявшейся по случаю освящения храма Христа Спасителя в Москве, в торжественном марше по случаю коронации Александра III, в увертюре к датскому национальному гимну и Праздничном коронационном марше. Шарль Гуно использует эту тему в своей Fantaisie sur l’Hymne National Russe («Фантазия на русский национальный гимн»). В 1903 году Умберто Джордано включил музыку гимна в свою оперу «Сибирь». Эта же тема доминирует в музыке Уильяма Уолтона к фильму 1970 года «Три сестры», основанному на одноимённой пьесе А. П. Чехова.
В 1842 году английский автор Генри Чорли написал гимн «Боже, Всемогущий!», положенный на мелодию Львова. Мелодия русского гимна продолжает использоваться в различных современных англоязычных музыкальных произведениях, таких как гимны Объединённой методистской церкви, Пресвитерианской церкви, а также гимн в Лютеранской книги богослужения Евангелическо-лютеранской церкви в Америке или гимн «как Россия» в Гимнале 1982 года Епископальной церкви США.
Мелодия используется для различных институциональных песен: «Doxology» братства Phi Gamma Delta, «Noble Fraternity» группы Phi Kappa Psi из Уэст-Честерского университета, «Hail, Pennsylvania!» (из Пенсильванского университета), «Дорогой старый Макалестер» (из колледжа Макалестер), «Hail, Delta Upsilon» (братство Delta Upsilon), «Твердые узы братства» (официальная песня Ордена Стрелы), гимн средней школы Университета Санто-Томаса в Маниле и гимн Техасского женского университета, подготовительной школы иезуитского колледжа Далласа (Техас), школы Вестовер в Миддлбери (Коннектикут) под названием «Поднимись сейчас в Вестовер», академии Табор в Мэрионе (Массачусетс), средней школы Диммит в Диммитте (Техас), средней школы Гранта в Портленде (Орегон), средней школы иезуитов в Тампе (Флорида), средней школы округа Виндбер в Виндбере (Пенсильвания) и бывшей средней школы Святого Петра в Маккиспорте (Пенсильвания).
В саундтреке Мориса Жарра к фильму 1965 года «Доктор Живаго» также используется мелодия этого гимна. Русский гимн, исполненный оркестром валлийских гвардейцев, присутствует в качестве музыкальной темы в телесериале BBC «Война и мир» 1972 года. Королевские шотландские гвардейские драгуны продолжают играть «Боже, Царя храни!» на официальных мероприятиях в качестве дани памяти императору Николаю II как бывшему почётному шефу их предшественников — полка шотландских серых драгун.
В СССР снова услышали бывший гимн Российской империи только 5 октября 1926 года во МХАТе в пьесе «Дни Турбиных», затем — в 1956 году в фильме «Пролог» (режиссёр Е. Дзиган), в 1958 году — в фильме «Тихий Дон».
В 1968 году гимн прозвучал в фильме «Новые приключения неуловимых», в 1980 году — в фильме «Аэроплан!», а в 1998 году — в фильме «Сибирский цирюльник».
В фильме «Скрипач на крыше» (1971) озвучен анекдот: «Ребе, есть ли молитва за царя? — Есть. „Боже, царя храни… храни его подальше от нас!“».

## Документалистика
- Документальный фильм. Режиссёр: В. Токарева. ООО «ПРОсвет Медиа» по заказу ВГТРК (12 июня 2019). Алексей Львов. Рождение Гимна. -.  40 мин. ГТРК «Культура».